# تومر حيمد
تومر حيمد ((بالعبرية: תומר חמד)؛ مواليد 2 مايو 1987 في كريات طبعون) هو لاعب كرة قدم إسرائيلي من اصل سوري يلعب مع نادي برايتون أند هوف ألبيون في دوري البطولة الإنجليزية كمهاجم. مثّل منتخب إسرائيل لكرة القدم. بدأ حيمد مسيرته الرياضية عام 2005.

## الحياة المبكرة والشخصية
وُلِد حميد ونشأ في كريات طبعون ، إسرائيل ، لأب مولود في إسرائيل وعائلته من أصل يهودي سوري ، وأم مولودة في بولندا وعائلتها من أصل يهودي أشكنازي .  ونتيجة لذلك، يحمل حميد أيضًا جواز سفر بولنديًا، مما سهّل انتقاله إلى الدوريات الأوروبية.  وهو أصغر أربعة إخوة. حميد ملتزم، وفي سبتمبر 2018، كان بديلاً لفريق كوينز بارك رينجرز في مباراة مسائية ضد ميلوول ، حتى يتمكن من الامتناع عن الأكل أو ممارسة الرياضة حتى نهاية فترة الـ 24 ساعة من يوم الغفران اليهودي المقدس . بعد الإفطار، دخل متأخرًا في المباراة. 
في عام 2013، تزوج من عارضة الأزياء الإسرائيلية شونيت فاراجي، التي توجت بالمركز الثاني في مسابقة ملكة جمال إسرائيل 2008، ومثلت أيضًا وطنهم في مسابقة ملكة جمال الكون 2008. ولديه ثلاث بنات

## الجوائز والإنجازات

### الإنجازات مع النادي
| النادي أو المنتخب | البطولة                   | مرات الفوز | الأعوام أو المواسم |
| ----------------- | ------------------------- | ---------- | ------------------ |
| مكابي حيفا        | الدوري الإسرائيلي الممتاز | 1          | 2010–11            |

## أهدافه الدولية
| #  | التاريخ         | المكان                                         | المشاركة | الخصم            | الهدف | النتيجة | المسابقة                       |
| -- | --------------- | ---------------------------------------------- | -------- | ---------------- | ----- | ------- | ------------------------------ |
| 1  | 6 سبتمبر 2011   | ملعب ماكسيمير، زغرب، كرواتيا                   | 4        | كرواتيا          | 1–0   | 1–3     | تصفيات بطولة أمم أوروبا 2012   |
| 2  | 29 فيفري 2012   | ملعب هموشافا، بيتاح تكفا، إسرائيل              | 6        | أوكرانيا         | 1–2   | 2–3     | ودية                           |
| 3  | 15 أغسطس 2012   | ملعب فيرينتس بوشكاش، بودابست، المجر            | 8        | المجر            | 1–1   | 1–1     | ودية                           |
| 4  | 12 أوكتوبر 2012 | ملعب جوسي بارتيل، لوكسمبورغ (مدينة)، لوكسمبورغ | 10       | لوكسمبورغ        | 3–0   | 6–0     | تصفيات كأس العالم 2014         |
| 5  | 12 أوكتوبر 2012 | ملعب جوسي بارتيل، لوكسمبورغ (مدينة)، لوكسمبورغ | 10       | لوكسمبورغ        | 5–0   | 6–0     | تصفيات كأس العالم 2014         |
| 6  | 12 أوكتوبر 2012 | ملعب جوسي بارتيل، لوكسمبورغ (مدينة)، لوكسمبورغ | 10       | لوكسمبورغ        | 6–0   | 6–0     | تصفيات كأس العالم 2014         |
| 7  | 16 أوكتوبر 2012 | ملعب رامات غان، رامات غان، إسرائيل             | 11       | لوكسمبورغ        | 1–0   | 3–0     | تصفيات كأس العالم 2014         |
| 8  | 16 أوكتوبر 2012 | ملعب رامات غان، رامات غان، إسرائيل             | 11       | لوكسمبورغ        | 3–0   | 3–0     | تصفيات كأس العالم 2014         |
| 9  | 22 مارس 2013    | ملعب رامات غان، رامات غان، إسرائيل             | 14       | البرتغال         | 1–1   | 3–3     | تصفيات كأس العالم 2014         |
| 10 | 13 أوكتوبر 2014 | الملعب الوطني، أندورا لا فيلا، أندورا          | 15       | أندورا           | 4–1   | 4–1     | تصفيات بطولة أمم أوروبا 2016   |
| 11 | 3 سبتمبر 2015   | ملعب سامي عوفر، حيفا، إسرائيل                  | 18       | أندورا           | 3–0   | 4–0     | تصفيات بطولة أمم أوروبا 2016   |
| 12 | 13 أوكتوبر 2015 | ملعب الملك بودوان، بروكسل، بلجيكا              | 21       | بلجيكا           | 1–3   | 1–3     | تصفيات بطولة أمم أوروبا 2016   |
| 13 | 6 أوكتوبر 2016  | فيليب الثاني أرينا، إسكوبيه، مقدونيا الشمالية  | 24       | مقدونيا الشمالية | 1–0   | 2–1     | تصفيات كأس العالم 2018         |
| 14 | 9 أوكتوبر 2016  | ملعب تيدي، القدس                               | 25       | ليختنشتاين       | 1–0   | 2–1     | تصفيات كأس العالم 2018         |
| 15 | 9 أوكتوبر 2016  | ملعب تيدي، القدس                               | 25       | ليختنشتاين       | 2–0   | 2–1     | تصفيات كأس العالم 2018         |
| 16 | 24 مارس 2018    | ملعب نتانيا، نتانيا، إسرائيل                   | 31       | رومانيا          | 1–0   | 1–2     | ودية                           |
| 17 | 14 أوكتوبر 2018 | إستاد تيرنر، بئر السبع، إسرائيل                | 34       | ألبانيا          | 1–0   | 2–0     | دوري الأمم الأوروبية 2018–19 ج |

## روابط خارجية
- تومر حيمد على موقع الاتحاد الأوربي (الإنجليزية)
- تومر حيمد على موقع قاعدة بيانات كرة القدم.إي يو (الإنجليزية)
- تومر حيمد على موقع ناشيونال فوتبول تيمز (الإنجليزية)
- تومر حيمد على موقع Soccerbase.com (لاعب) (الإنجليزية)
- تومر حيمد على موقع Soccerway.com (الإنجليزية)
- تومر حيمد على موقع عالم كرة القدم.نت (الإنجليزية)
- تومر حيمد على موقع AS.com (الإسبانية)